# Sasha Luccioni
Sasha Luccioni  (Zaporiyia, 1990), nacida como Alexandra Sasha Vorobyova, es una científica informática e investigadora canadiense, especializada en la intersección de la inteligencia artificial y cambio climático. Su trabajo se centra en cuantificar el impacto ambiental de las tecnologías de IA y promover prácticas sostenibles en el desarrollo de aprendizaje automático.

## Trayectoria
Alexandra Sasha Vorobyova nació en 1990 en Zaporiyia, ciudad en la entonces denominada República Socialista Soviética de Ucrania. Cuando tenía cuatro años, su familia se mudó a Ontario, Canadá. Pronto desarrolló un interés por la ciencia influenciada por su familia, ya que su madre, su abuela y su bisabuela siguieron carreras en ámbitos científicos.
En 2010, se licenció en ciencias del lenguaje de la Universidad Sorbona Nueva-París 3. En 2012, completó su maestría en ciencias cognitivas, con especialización en procesamiento del lenguaje natural, en la Escuela Normal Superior de París.
Luccioni comenzó su carrera profesional en 2017 en Nuance Communications, una multinacional estadounidense de tecnología software especializada en el desarrollo de aplicaciones de escáner y voz. Allí, se centró en técnicas de procesamiento del lenguaje natural (PLN) y machine learning (ML) para mejorar los agentes conversacionales.
En 2018, Luccioni obtuvo su doctorado en informática cognitiva de la Universidad de Quebec en Montreal. Ese mismo año, se unió al Centro de Excelencia en IA/ML de Morgan Stanley, para trabajar en el desarrollo de sistemas de toma de decisiones basados en inteligencia artificial explicable.
En 2019, se convirtió en investigadora postdoctoral en la Universidad de Montreal y Mila, colaborando con el científico informático Yoshua Bengio en un proyecto titulado Este clima no existe (en inglés This Climate Does Not Exist). Esta iniciativa utilizó redes generativas adversativas para visualizar los efectos del cambio climático. Durante este período, también contribuyó a integrar la equidad y la responsabilidad en la educación sobre aprendizaje automático en Mila.
En 2021, Luccioni trabajó brevemente con el Pulso Global de las Naciones Unidas, desarrollando herramientas para monitorear la desinformación sobre el COVID-19. Más tarde, ese mismo año, se unió a Hugging Face como científica investigadora, con las funciones de cuantificar la huella de carbono de los sistemas de IA, copresidir el grupo de trabajo sobre carbono en el proyecto 'Big Science' y promover prácticas responsables de machine learning.
Paralelamente a su labor investigadora, Luccioni ha desarrollado herramientas para medir el impacto ambiental de los modelos de IA, ha comunicado sus hallazgos a través de compromisos con los medios y ha realizado presentaciones en conferencias internacionales, incluida una charla TED.

## Reconocimientos
En 2021, Luccioni fue beneficiaria de la beca Antidote, promovida en el marco del Druide Fund for Research in Text Analysis. En 2024, fue incluida en la lista 100 Mujeres de BBC, lo que la reconoció como una de las mujeres más inspiradoras del año. Ese mismo año, fue nombrada una de las personas más influyentes del mundo en Inteligencia Artificial al ser incluida en la lista Time 100.